# 若桜鬼ヶ城
若桜鬼ヶ城（わかさおにがじょう）は、鳥取県八頭郡若桜町若桜にあった日本の城。城跡は国の史跡に指定されている。

## 概要
因幡三名城（この他に鳥取城、鹿野城）のひとつに数えられる名城である。
播磨・但馬両国に通じる街道を扼する標高452メートル（比高252メートル）の鶴尾山山頂部から尾根部分に曲輪群を設けている。主に木下・山崎氏時代の主要部と国人・矢部氏時代の古城部に分けられ、中世城郭と石垣で作られた近世城郭の両方の遺構が残っている。また、主要部の石垣には元和3年（1617年）の破城の形跡が見られ各所で崩れた石垣が確認される。
鳥取県教育委員会が平成10年（1998年）から15年（2003年）にかけて実施した県内の城館分布調査で全国的にも類を見ない遺構が発見され、国の史跡級の城跡であることが確認された。国の史跡への指定は土地の権利などの問題で以前から難航していたが、平成20年（2008年）3月28日に実現した。
2017年（平成29年）4月6日、続日本100名城（168番）に選定された。

## 歴史
正治2年（1200年）頃、三河国より入封した矢部暉種によって築城された。鎌倉から室町時代、戦国時代末期まで矢部氏の居城となるが、天正3年（1575年）6月に山中幸盛の謀略によって城主の矢部某が捕らえられて尼子再興軍の手に落ちる。同年、吉川元春の攻撃を受けると山中幸盛らは抗戦するが、翌年城を捨てて撤退した。
羽柴秀吉率いる織田軍が因幡国に侵入するとその拠点となり、天正9年（1581年）の鳥取城攻めの後、2万石を領して木下重堅が入城した。
慶長5年（1600年）の関ヶ原の戦いで木下重堅は西軍に属して改易となり、山崎家盛が3万石で入封して居城となった。
家盛の子、山崎家治は元和3年（1617年）に備中国成羽3万石に移封され、因幡一国は池田氏の所領となり、元和3年（1617年）の一国一城令によって廃城となった。

## 画像

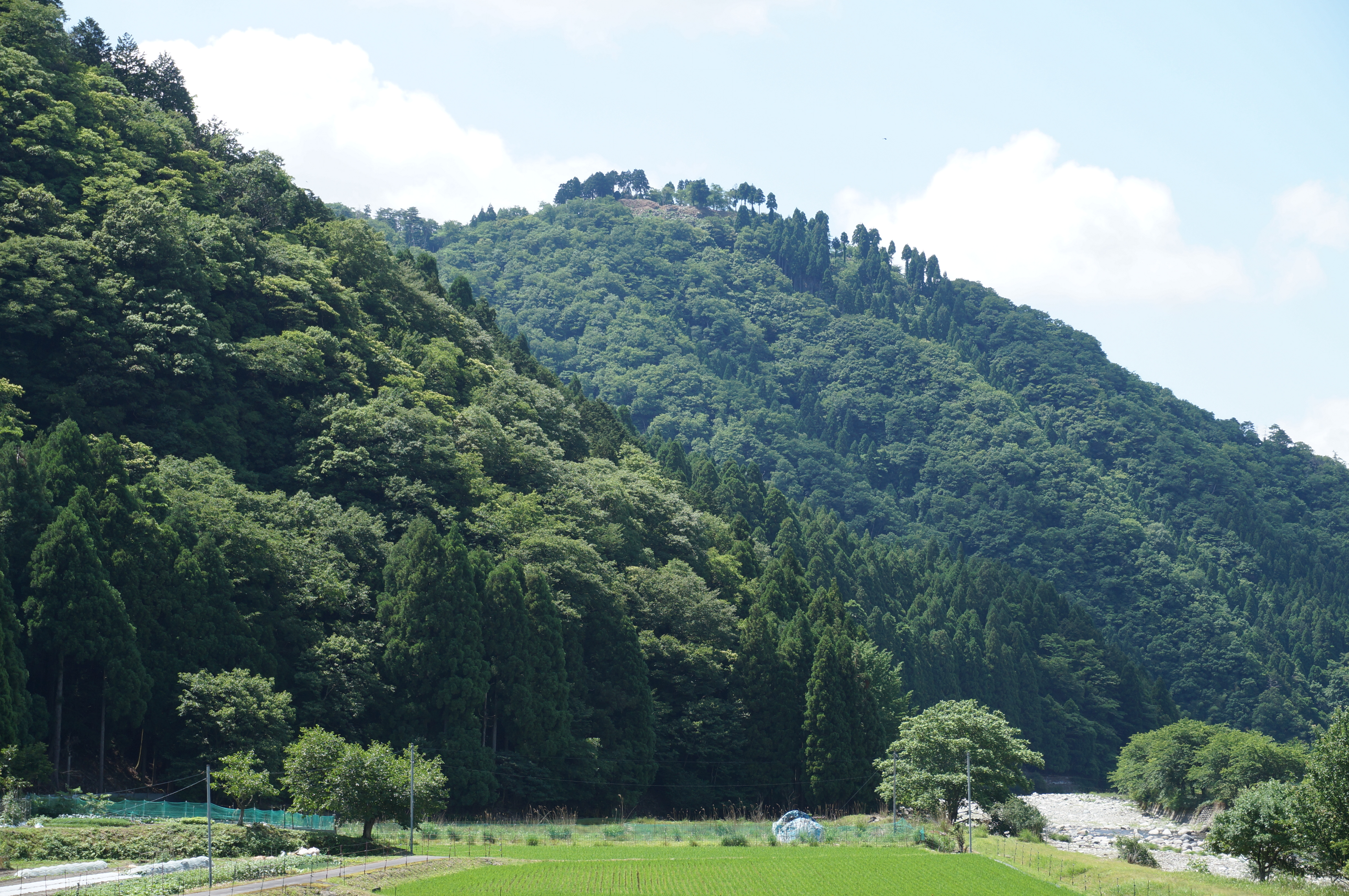
遠景
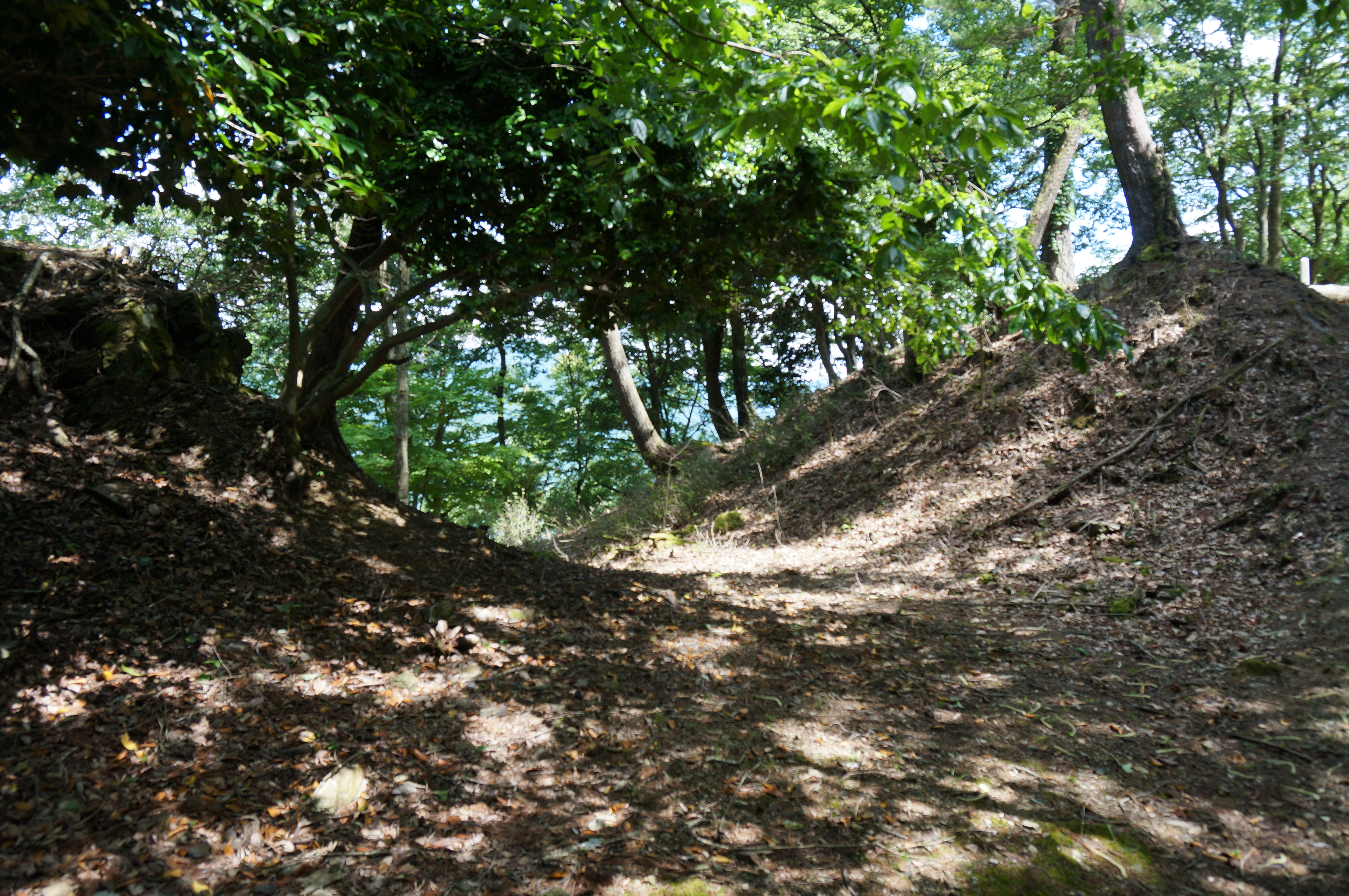
堀切
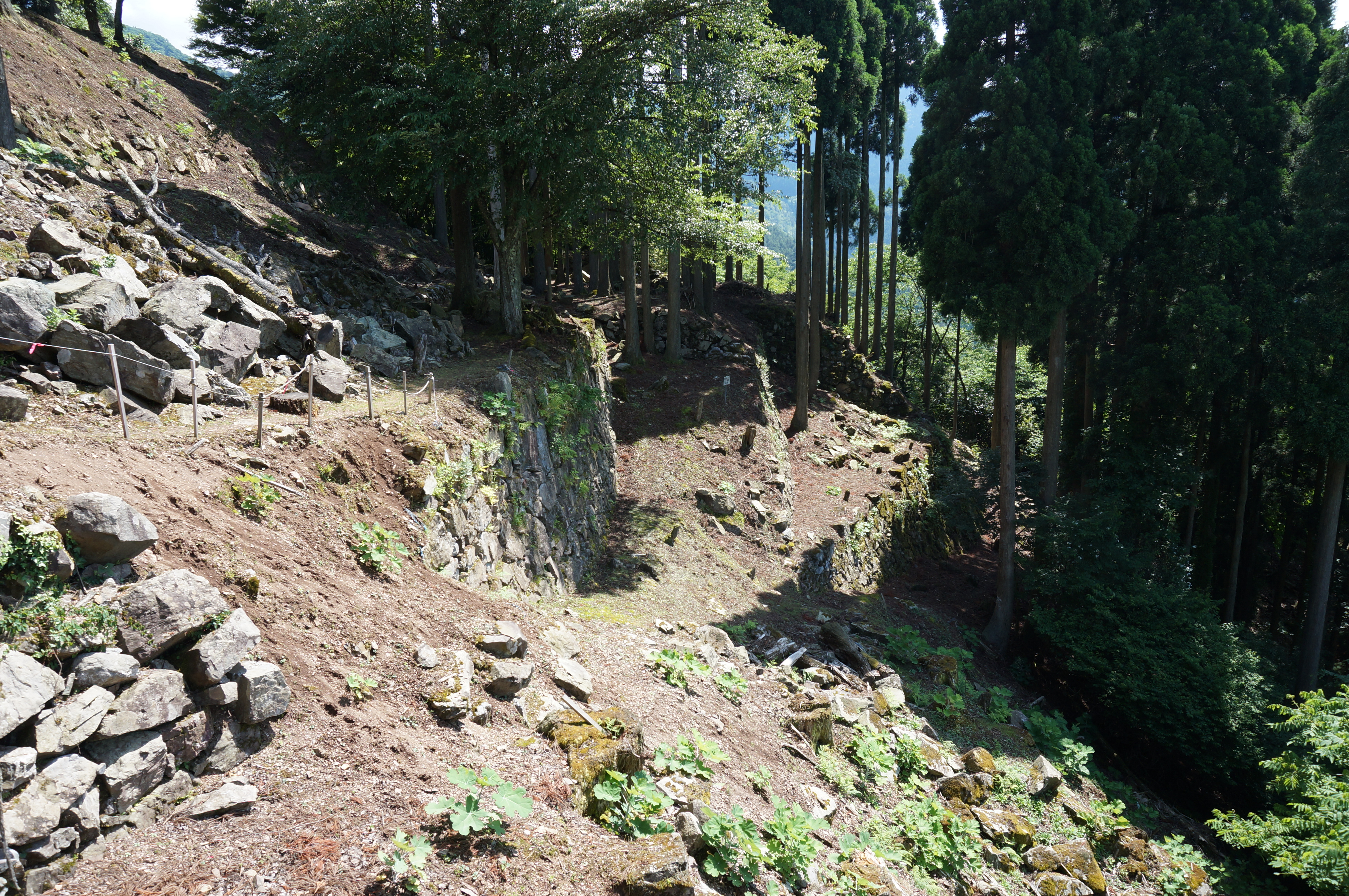
石垣群
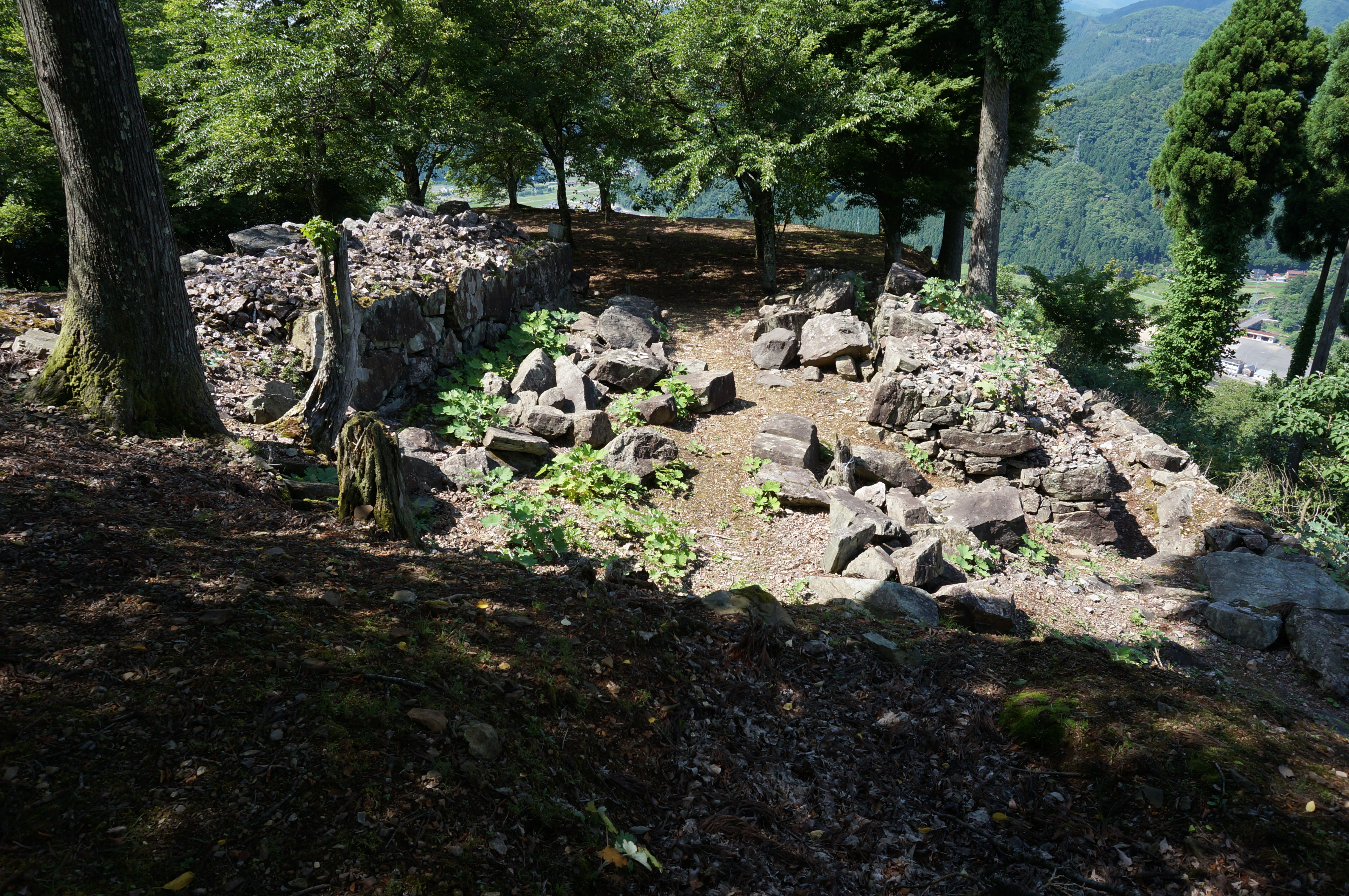
大手門跡
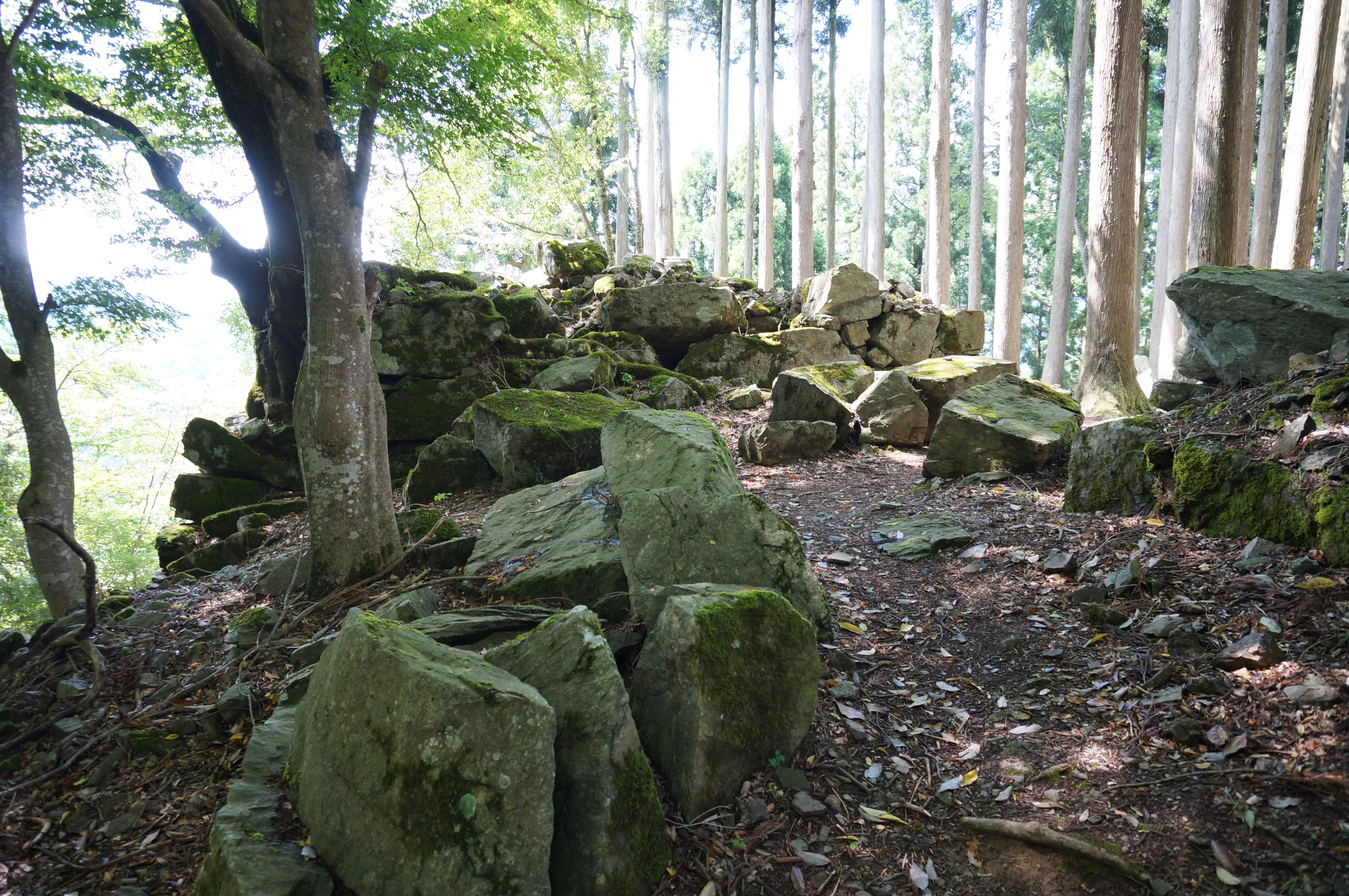
搦手門跡
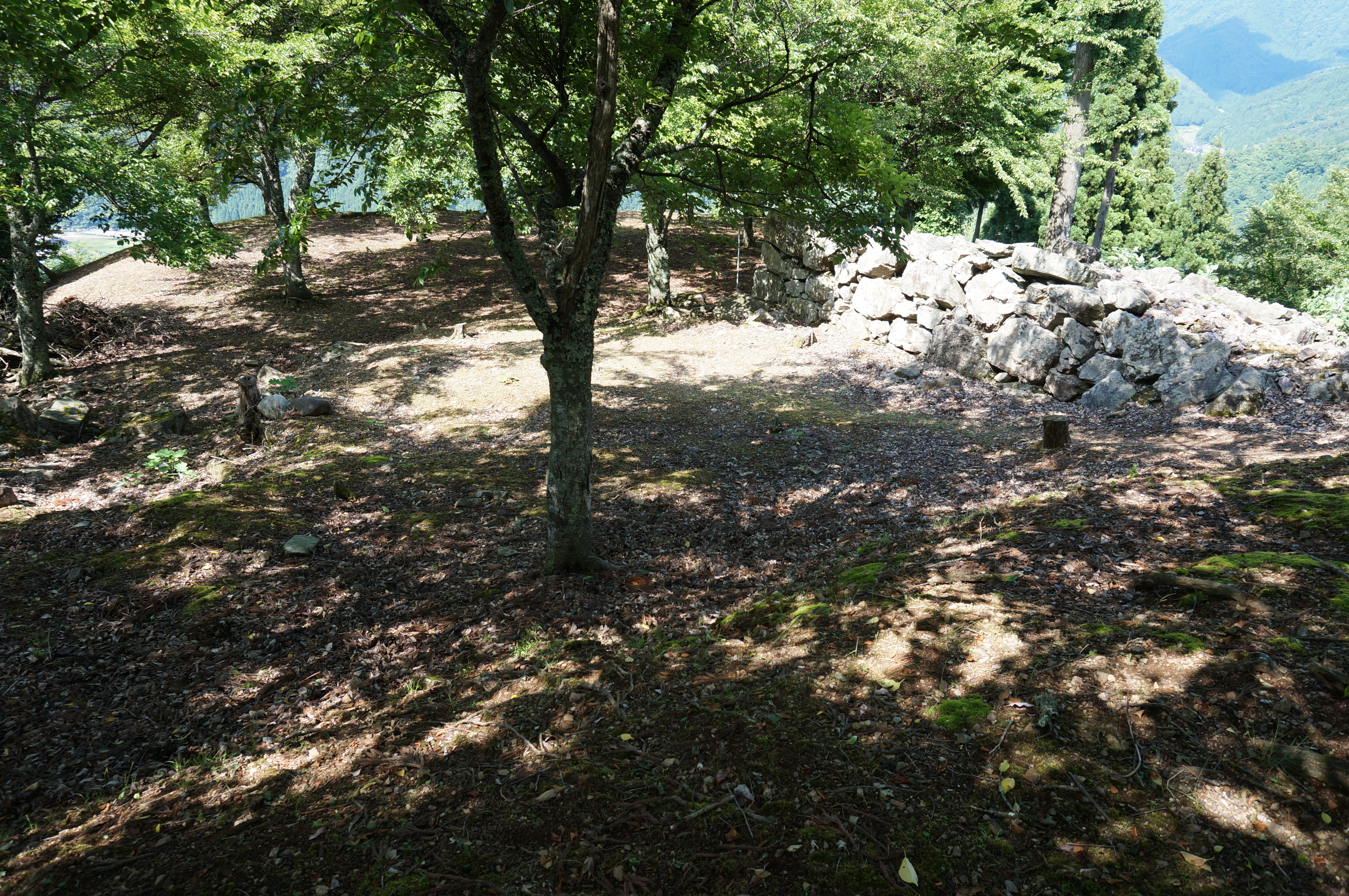
三の丸跡
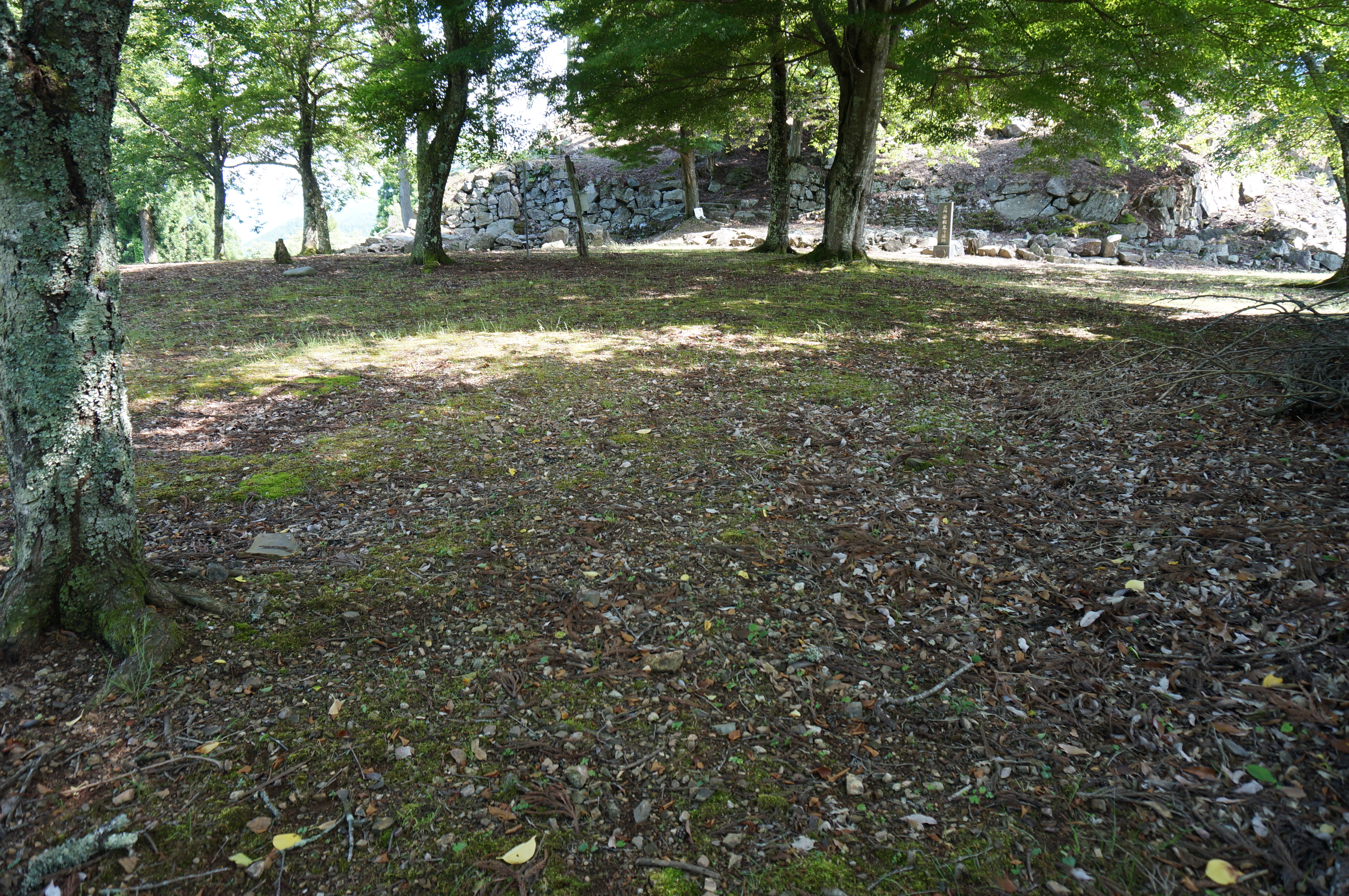
二の丸跡
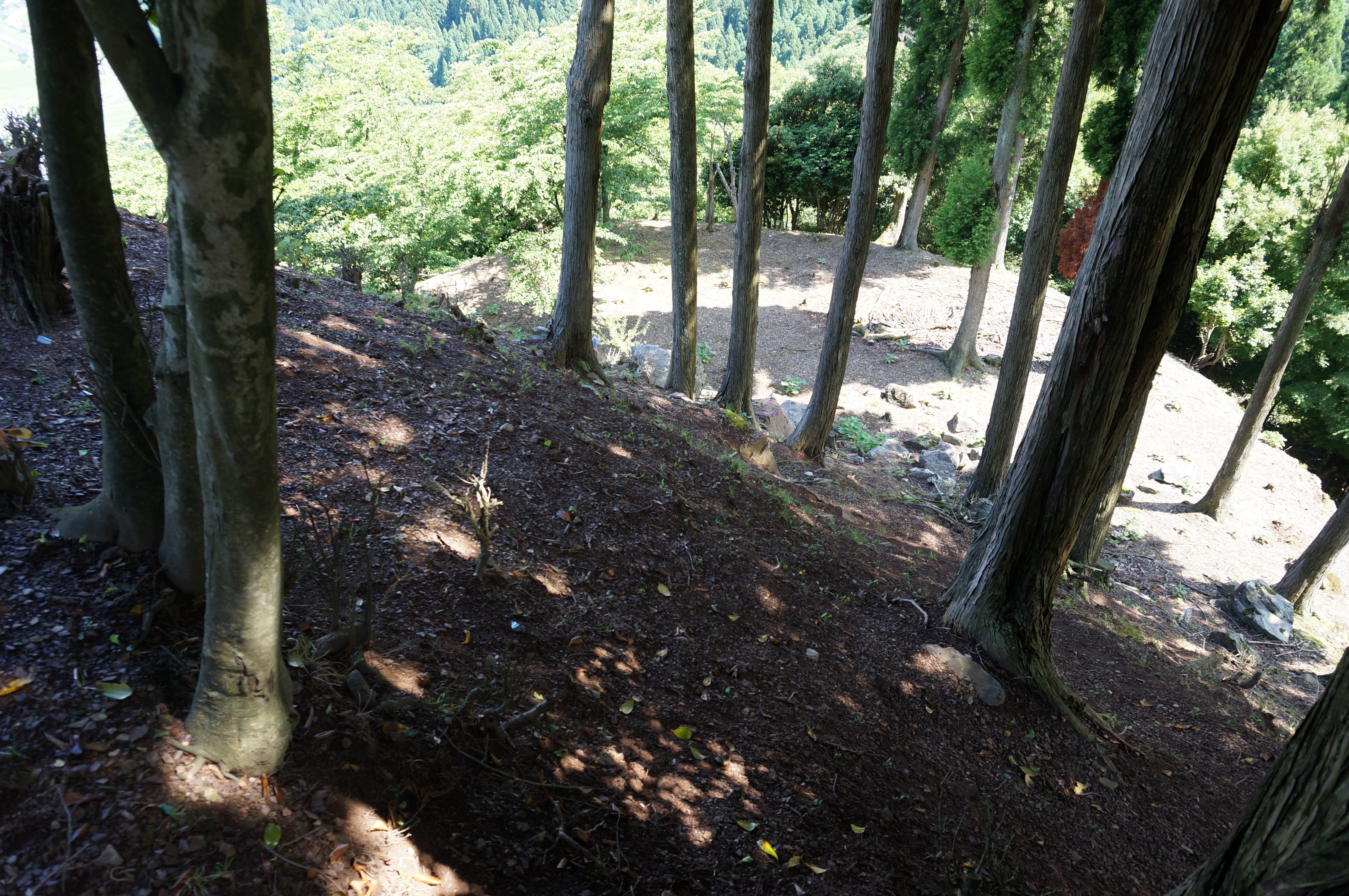
ホウヅキ段
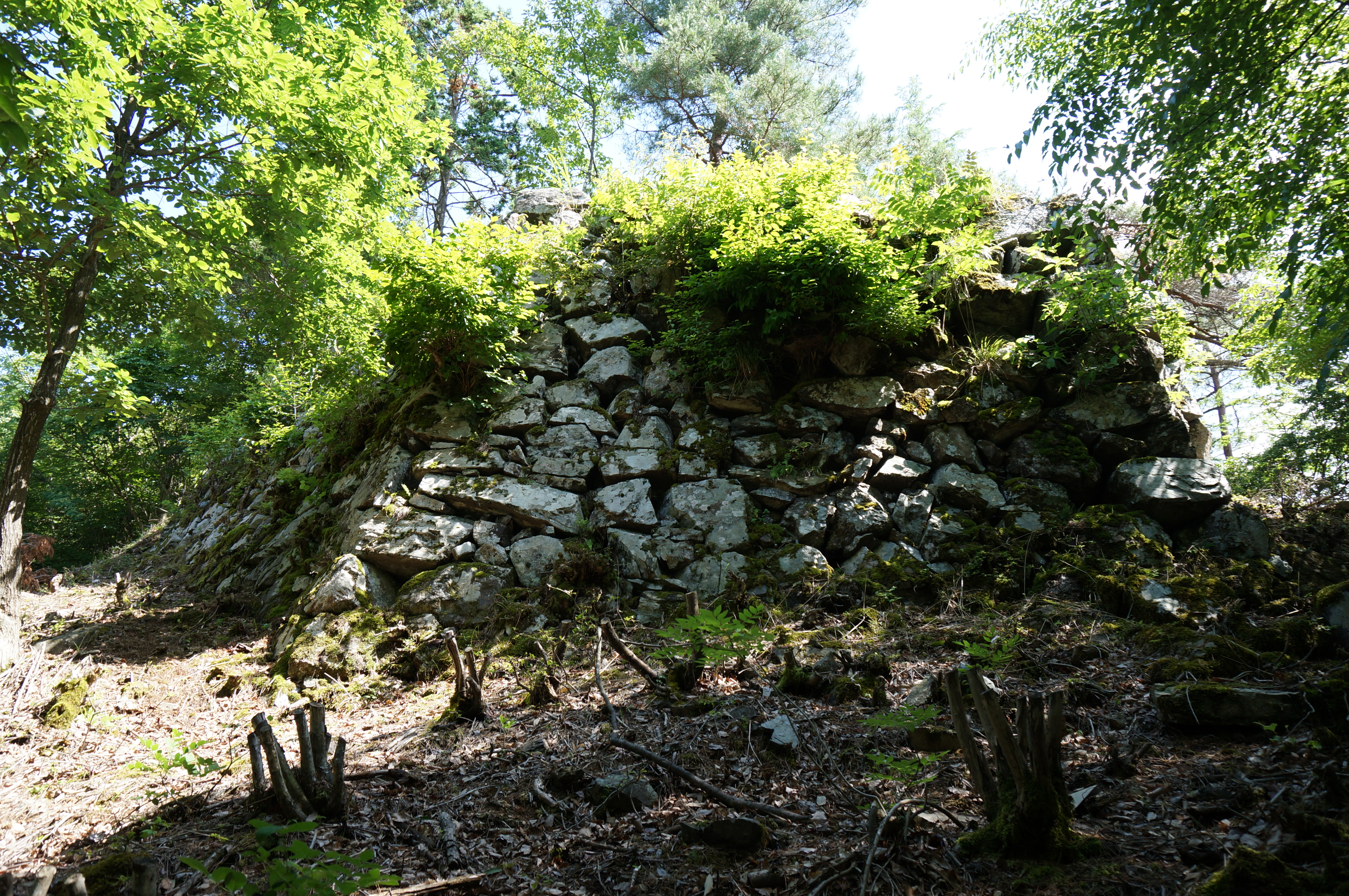
六角石垣
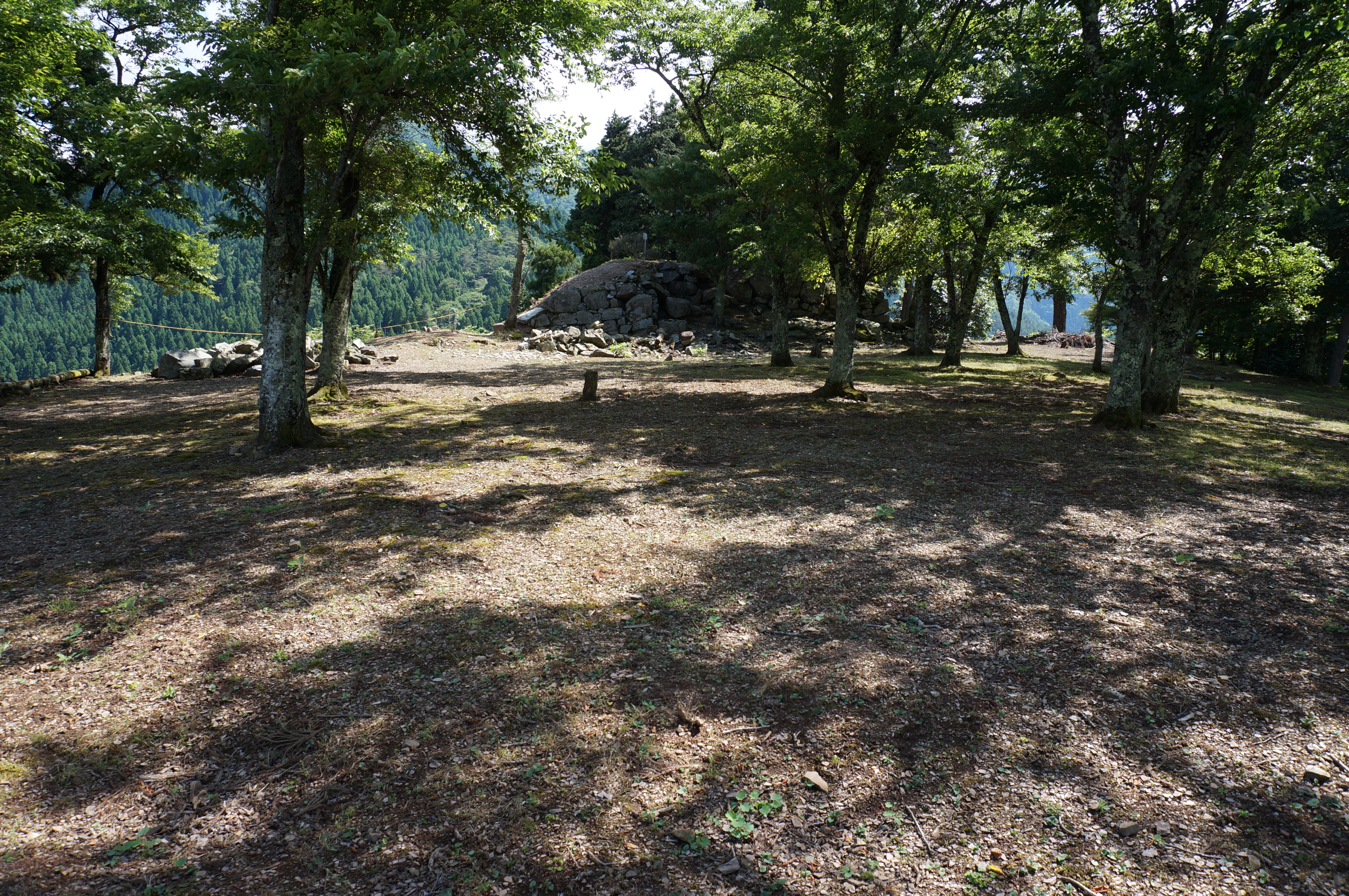
本丸跡
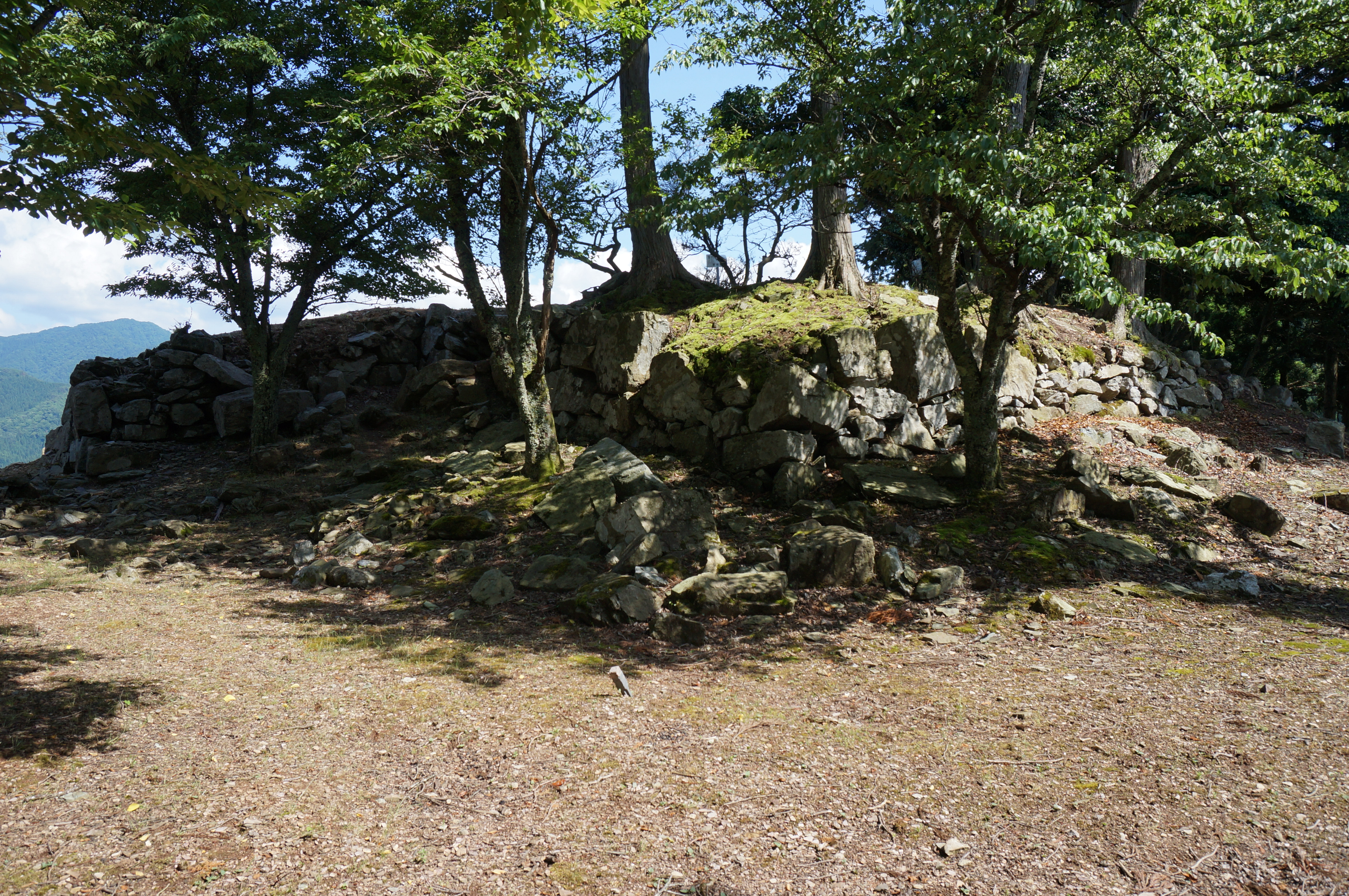
天守台
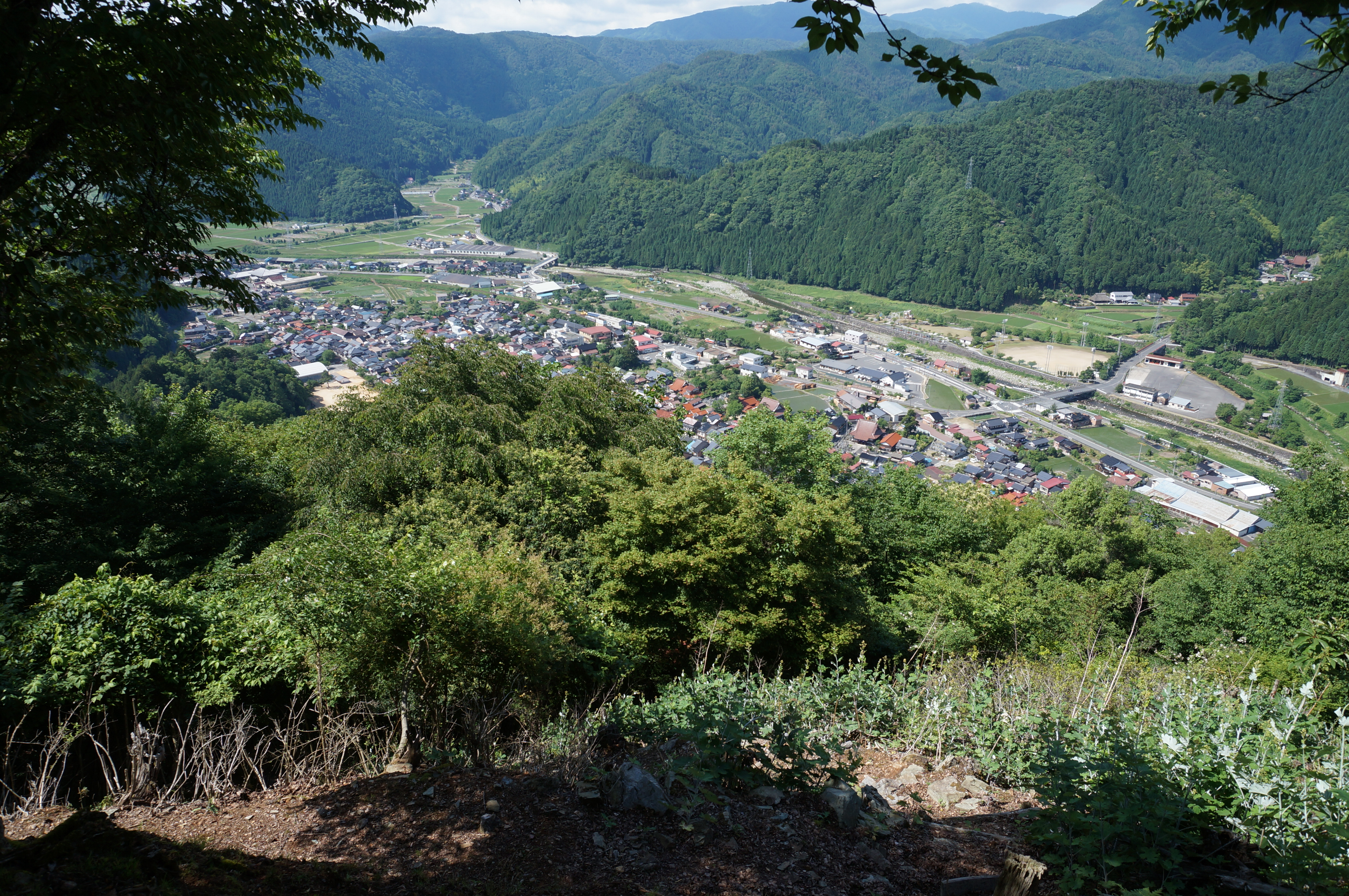
若桜町の町並み
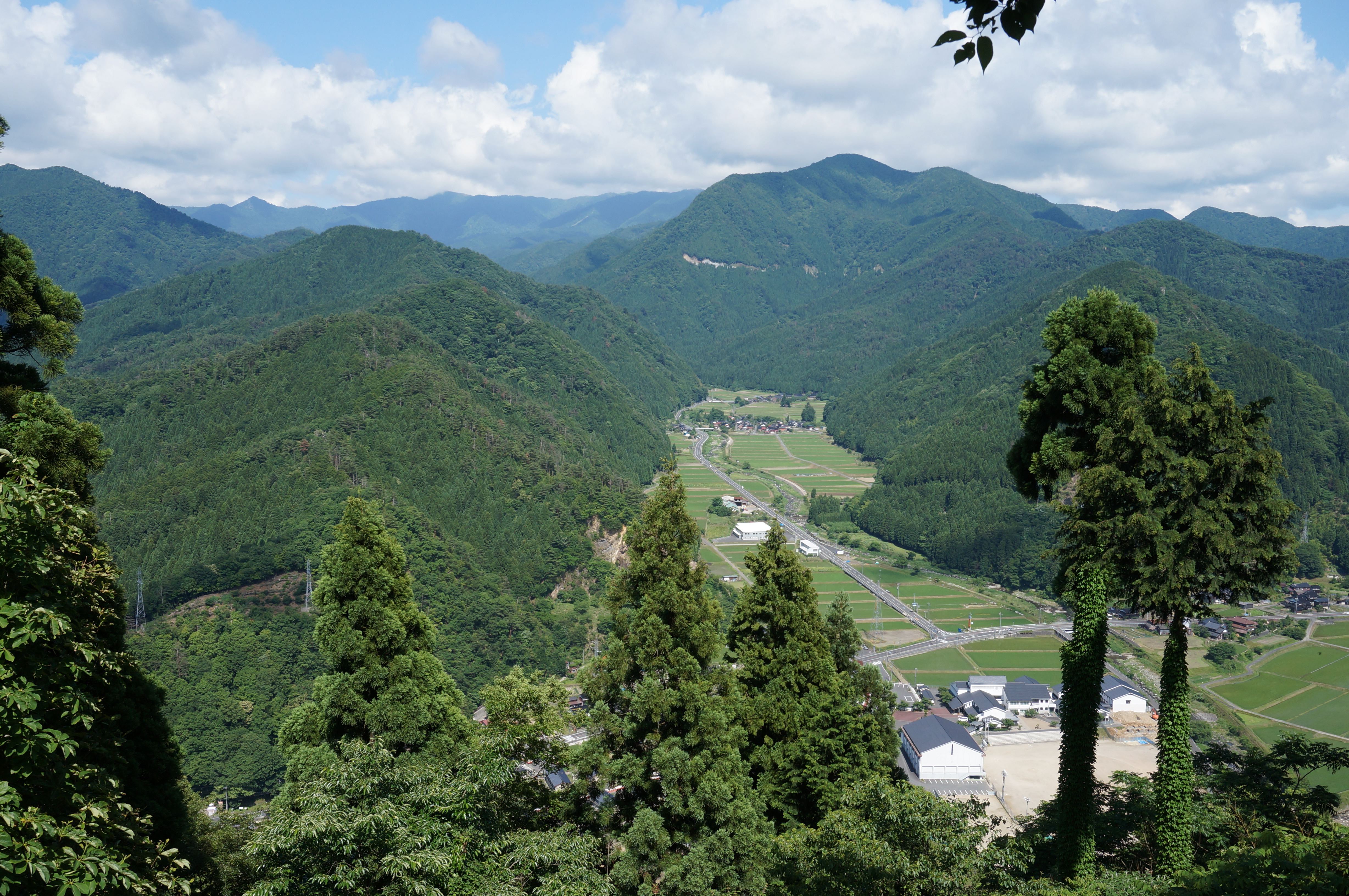
但馬街道(上）と播磨街道（右）

## 若桜鬼ヶ城に関する文献
- 角田誠・谷本進編『因幡若桜鬼ヶ城』城郭談話会、2000年

## 交通アクセス
- 若桜鉄道若桜線 若桜駅 徒歩16分